# Pfarrhaus Aich (Peiting)

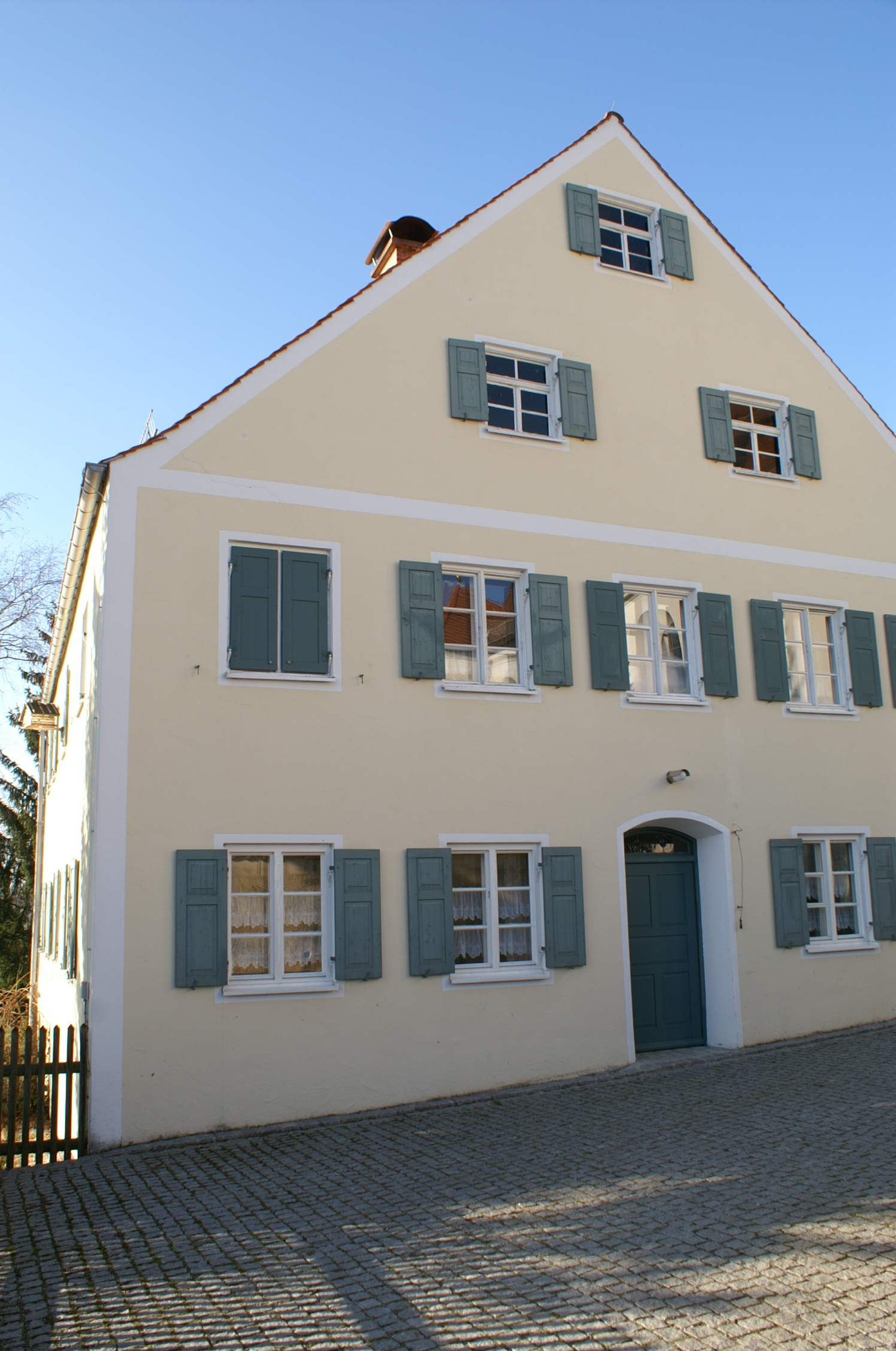
Pfarrhaus in Aich

Das katholische Pfarrhaus in Aich, einem Gemeindeteil von Peiting im oberbayerischen Landkreis Weilheim-Schongau, wurde 1808 errichtet. Das Pfarrhaus mit der Adresse Aich 9, direkt neben der Pfarrkirche St. Anna, ist ein geschütztes Baudenkmal. 
Der zweigeschossige Tuffquaderbau besitzt fünf zu vier Fensterachsen und wird von einem Satteldach gedeckt. 
Die teilweise noch bauzeitliche Treppe und die Türen sind erwähnenswert.